# Arakeaka
Arakeaka ist ein unbewohntes Motu des Tabiteuea-Atolls der pazifischen Inselrepublik Kiribati.

## Geographie
Arakeaka liegt zusammen mit Tetongo zwischen North Tabiteuea und South Tabiteuea, nördlich von Tewai. In diesem zerklüfteten Teil des Atolls sind nur wenige Motu namentlich benannt.